# Dusona vara
Dusona vara là một loài tò vò trong họ Ichneumonidae.